# Tamás Gáspár Miklós
Tamás Gáspár Miklós, beceneve: TGM (Kolozsvár, 1948. november 28. – Budapest, 2023. január 15.), erdélyi magyar származású marxista filozófus, politikus, köz- és újságíró, egyetemi oktató, az ezredforduló magyar filozófiájának nemzetközileg ismert és elismert alakja.

## Családja
Édesapja a székely származású Tamás Gáspár író, a Kolozsvári Állami Magyar Színház igazgatója, édesanyja a nagyváradi zsidó kántor lánya, Krausz Erzsébet műtősnő, a Román Kommunista Párt egyik alapítója. Első felesége Fränkel Anna, akivel 1969-ben kötött házasságot, második felesége Nina Elston, akivel 1987-ben házasodtak össze. Gyermekei: Ábel (1981) klasszika-filológus, irodalomtörténész; Rebecca (1988); Jonathan (1991) és Hanna (2005).

## Életpályája

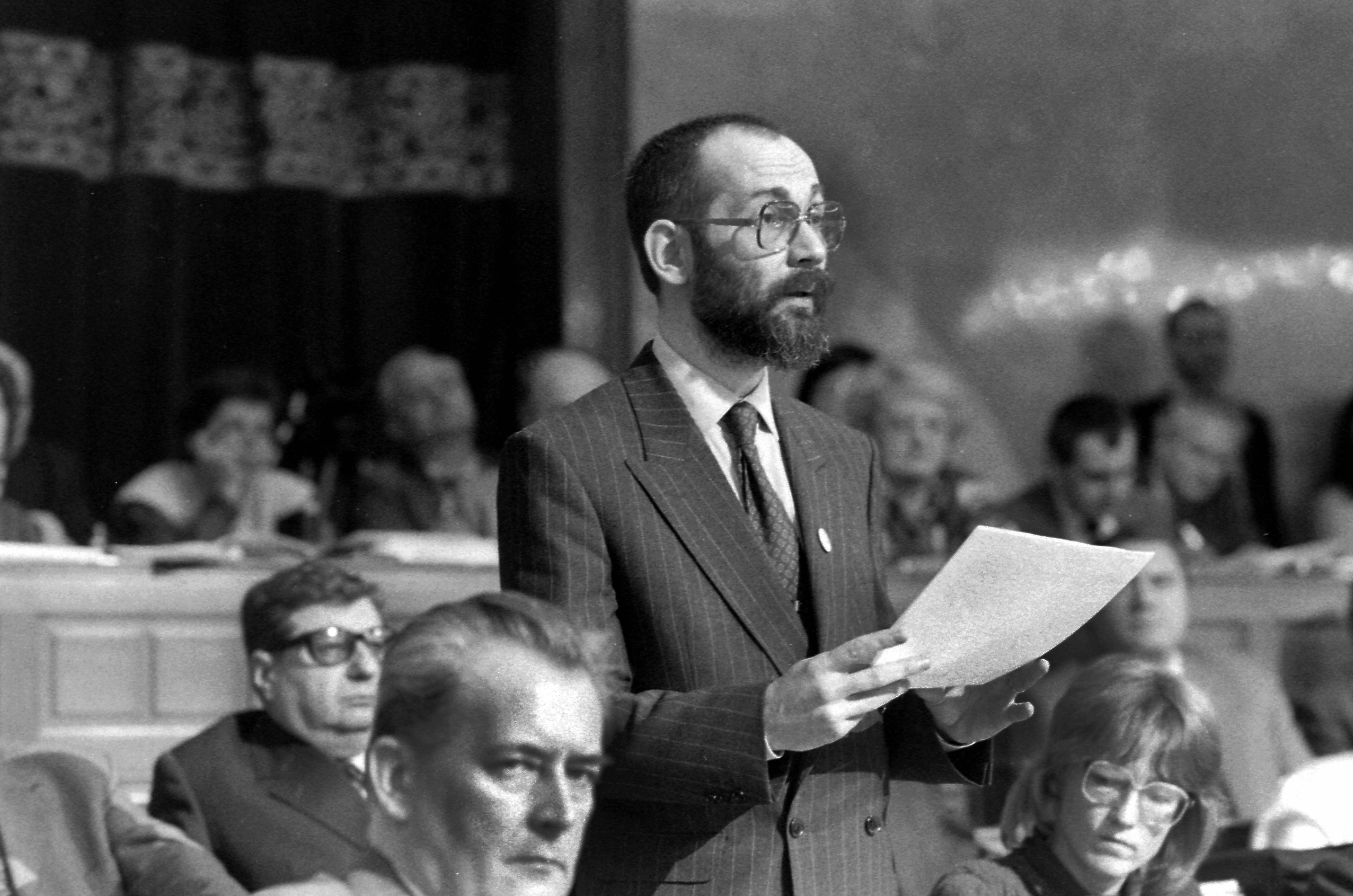
Felszólal az Országgyűlésben 1990-ben

A kolozsvári Brassai Sámuel Elméleti Líceumban érettségizett 1966-ban. Ezt követően a szintén kolozsvári Babeș–Bolyai Tudományegyetem filozófia szakán tanult, majd 1967-ben átment a Bukaresti Egyetem klasszika-filológia szakára. 1969-ben félbehagyta klasszika-filozófia szakos tanulmányait, majd visszament a kolozsvári Babeș–Bolyai Tudományegyetemre befejezni filozófiai tanulmányait, ahol 1972-ben diplomázott. Filozófia szakon Bretter György tanítványa volt.
1978-ig az Utunk irodalmi folyóirat szerkesztője, majd Magyarországra települt. 1980-ig az ELTE Bölcsészettudomány Karán tanított a filozófiatörténeti tanszék tudományos munkatársaként, de „ellenzéki magatartása” miatt állását elvesztette. 1981-ben kiutasították Romániából. Ezután az USA-ban a Yale Egyetemen volt vendégprofesszor, majd angol és francia egyetemeken tanított.
A Kádár-korszak demokratikus ellenzékének egyik legismertebb tagja. 1985-ben résztvevője volt az ellenzéki csoportok monori találkozójának.
A Szabad Demokraták Szövetsége (SZDSZ) jelöltjeként 1989-ben Budapest 14. választókerületében az ott visszahívott és lemondott képviselő, Várkonyi Péter helyén bejutott az egypárti parlamentbe. 1988-tól 1990-ig az SZDSZ ügyvivője, 1992–1994 között a párt Országos Tanácsának elnöke, 1990-től 1994-ig országgyűlési képviselője volt. 2000-ben kilépett az SZDSZ-ből.
1989-től az ELTE Állam- és Jogtudományi Kar Filozófiai Tanszékén docens, majd a Magyar Tudományos Akadémia Filozófiai Intézetének főmunkatársa. 2007-től a Közép-európai Egyetem (CEU) vendégprofesszora volt.
2002-től az ATTAC Magyarország alelnöke. 2008-ban a Szociális Charta egyik alapítója. 2009-ben a Zöld Baloldal Párt Európai Parlamenti (EP) képviselőjelöltje; az év október 23-án Húszéves a Köztársaság díjjal tüntették ki. 2010 májusától a párt megszűnéséig ellátta a Zöld Baloldal Párt elnöki posztját; ezt a tisztségét később ő maga pusztán szimbolikusnak nevezte.
2023. január 15-én hunyt el súlyos betegséget követően.
2023. január 31-én helyezték végső nyugalomra Budapesten a Farkasréti temetőben. A szertartáson beszédet mondott Karácsony Gergely, Baranyi Krisztina, Hodosán Róza, Radnóti Sándor, Selyem Zsuzsa, Sipos Balázs és Iványi Gábor.
2023 óta a Digitális Irodalmi Akadémia posztumusz tagja.

## Filozófiája
Politikai-filozófiai munkássága markánsan elkülönülő korszakokra osztható. Fiatalkori művei a fenomenológia hatásáról árulkodnak. Az 1980-as évek második felében liberális, majd a rendszerváltáskor konzervatív–liberális nézeteket fejtett ki. Híres cikke ebből az időszakból a Búcsú a baloldaltól. A patriotizmus szükségességét hangoztatta. Az 1990-es évek végére eltávolodott a nemzeti liberalizmustól, és a 2000-es években egyre inkább sajátságos marxizmus kezdte jellemezni, ami a kapitalizmus és a véleménye szerint államkapitalista keleti blokk kíméletlen baloldali kritikájában nyilvánult meg.

## Politikai nézetei
A Ceaușescu-rendszert 2007-ben fasisztoid szociálnacionalizmusnak minősítette. 2008 áprilisában a kommunista mentalitás (mint a "létező szocializmus"-ban létrejött mentalitás) eltörlésének szükségességéről beszélt.
Élesen elítélte a magyarországi jobboldali szervezeteket és rendezvényeiket. A magyar radikális jobboldal létjogosultságát nem ismerte el, a tagjait fasisztának, az önmeghatározásukat pedig álcázásnak tartotta. Szerinte az országban egyre erősebben jelen van a rasszizmus, amely ellen gyakran szót emelt. Egy, szerinte rosszul sikerült ilyen megnyilvánulása az úgynevezett Mortimer-ügy kapcsán akadt, amikor is a budapesti Moszkva téren karddal átszúrt cigány Patai József mellett kiállva több baloldali és liberális szervezettel együtt tüntetett a rasszizmus ellen. Később kiderült, hogy maga a tettes is részben cigány volt, nem biztos, hogy volt rasszista indíték (de nem is kizárt). Tamás ezután nyilvánosan bocsánatot kért.
2008 júniusában egy tv-műsorban élesen szembekerült Kolláth György alkotmányjogásszal, amikor is a monoki önkormányzat döntését életellenesnek, az elmúlt 30 év legnagyobb disznóságának nevezte. Tamás szerint „kevés ember dolgozik sokat”, így a megoldást a munkaidő csökkentésében látta, amivel munkahelyek szabadulnának fel. Válaszában Kolláth Tamást „az eseményeket az elefántcsonttoronyból követő, radikális, sőt szélsőséges gondolkodást” mutató emberként jellemezte, mert szerinte egyáltalán nem ez lesz a hatása.
Amikor Fodor Gábor, az SZDSZ 2008 júniusában megválasztott új elnöke vissza kívánta hívni a Szabad Demokraták alapító tagjait, köztük Tamást is, ő úgy nyilatkozott, hogy nem tartja magát liberálisnak és nem ért egyet az SZDSZ politikájával.
2011-ben egy tv-műsorban kijelentette, hogy Magyarország egy köztudottan rasszista állam.
Idézet egy 2016 őszén megjelent cikkéből: „Az én politikai paszkvillusaimban az a paradox, hogy én nem vagyok (én se vagyok…) a szabadelvű-alkotmányos jogállamnak a híve, legföljebb a kisebbik rossznak (bár védelemre talán érdemes kisebb rossznak) tekintem a sovén féldiktatúrával szemben. Hiszen semmilyen polgári rendszernek nem vagyok a híve már régen.”
2019-ben egyik provokatív publicisztikájában megállapította, hogy míg „a zsidók zöme valaha a tágan értelmezett baloldalon állt”, addig újabban „a zsidóság politikai jobbra terelése folyik Magyarországon”.

## Díjai, elismerései
- Soros Alapítvány (ma: Open Society Foundations) alkotói díja (1996)
- Roma Polgárjogi Díj (2001)
- Soros-életműdíj (2003)
- Szabad Sajtó díj (2005)
- Demény Pál-emlékérem (2005)
- A Magyar Köztársasági Érdemrend középkeresztje („kiemelkedő tudományos és oktatói munkássága, publicisztikai és közéleti tevékenysége elismeréseként”) (2005)
- Húszéves a Köztársaság díj (2009)
- Budapest díszpolgára (2020)
- Baumgarten-díj (2022)

## Művei
- Szövegek és körülmények (társszerző: Ágoston Vilmos, Huszár Vilmos, Molnár Gusztáv), Bukarest, Kriterion, 1974
- A teória esélyei Esszék, bírálatok (Kriterion, Bukarest, 1975)
- A szem és a kéz. Bevezetés a politikába (AB Független, 1983), szamizdat
- Idola Tribus (Dialogues Européens, Párizs, 1989)
- Másvilág. Politikai esszék (Új Mandátum, 1994)
- Törzsi fogalmak I–II.; Atlantisz Könyvkiadó, Budapest, 1999 (East-European Non-Fiction), ISBN 9639165263); az Idola Tribus bővített változata
- A helyzet. Szatirikus röpirat (Élet és Irodalom, 2002)
- Descartes: A módszerről (fordítás és bevezetés, Kriterion Könyvkiadó Téka sorozat, szerk. Géczi Róbert, 2003)
- Legéndy Jácint–Szitányi György–Tamás Gáspár Miklós: RAF. Búcsúszimfónia; Kalligram, Pozsony, 2009
- Kommunismus nach 1989. Beiträge zu Klassentheorie, Realsozialismus, Osteuropa; szerk., németre ford. Gerold Wallner; Mandelbaum, Wien, 2015 (Kritik & Utopie)
- Beszélgetések a baloldaliságról Heller Ágnessel és Tamás Gáspár Miklóssal; riporter Révai Gábor; Libri, Budapest, 2019
- Antitézis. Válogatott tanulmányok, 2001–2020; ford., szerk. Sipos Balázs; Pesti Kalligram, Budapest, 2021
- A túlsó pólus. Utolsó írások a filozófiai politikáról, szerk. Sipos Balázs, Kijárat, Budapest, 2023
- Világvége, vál., jegyz., Sipos Balázs, Kalligram, Budapest, 2023, I-II.
- Világvége, vál., jegyz., Sipos Balázs, Kalligram, Budapest, 2024, III.
- Kolozsvári esszék, szerk., jegyz., Balázs Imre József, Van Masik Media S.R.L., Kolozsvár, 2024
- Világvége, vál., jegyz., Sipos Balázs, Kalligram, Budapest, 2025, IV.